# Rick Hart
Rick Hart ist ein US-amerikanischer Tonmeister.

## Leben
Hart begann seine Karriere Anfang der 1980er Jahre und hatte sein Spielfilmdebüt 1988 mit dem B-Movie-Actionfilm Operation Warzone. Während sein Arbeitsschwerpunkt der Film war, arbeitete er auch gelegentlich für das Fernsehen. Für sein Wirken an Miniserien über die Bands The Temptations und The Beach Boys war er zwei Mal für den Primetime Emmy nominiert.
1993 war er für Alarmstufe: Rot gemeinsam mit Donald O. Mitchell, Frank A. Montaño und Scott D. Smith für den Oscar in der Kategorie Bester Ton nominiert, der Preis ging in diesem Jahr jedoch an Michael Manns Der letzte Mohikaner. Hart wurde zudem 2000 mit dem Golden Reel Award für die Miniserie Zugfahrt ins Jenseits ausgezeichnet und gewann 2001 den C.A.S. Award der Cinema Audio Society.

## Filmografie (Auswahl)
- 1990: Cabal – Die Brut der Nacht (Nightbreed)
- 1990: Flatliners – Heute ist ein schöner Tag zum Sterben (Flatliners)
- 1990: Kevin – Allein zu Haus (Home Alone)
- 1991: Mama, ich und wir zwei (Only the Lonely)
- 1992: Alarmstufe: Rot (Under Siege)
- 1992: Kevin – Allein in New York (Home Alone 2: Lost in New York)
- 1993: Ein verrücktes Paar (Grumpy Old Men)
- 1995: Sieben (Se7en)
- 1996: Der Geist und die Dunkelheit (The Ghost and the Darkness)
- 1998: Bulworth
- 1999: Der Onkel vom Mars (My Favorite Martian)
- 2000: Highlander: Endgame
- 2004: Never Die Alone
- 2006: Running Scared

## Auszeichnungen (Auswahl)
- 1993: Oscar-Nominierung in der Kategorie Bester Ton für Alarmstufe: Rot